# DHL Group
DHL Group ou DHL (pour Dalsey, Hillblom, Lynn) International GmbH est une société de transport de colis et courriers créée aux États-Unis et détenue depuis 2002 par la Deutsche Post (poste allemande). DHL Group est une grande entreprise de logistique mondiale et opère dans 220 pays et territoires. La société déclare transporter 1,614 milliard de colis chaque année et dispose d’environ 600 000 employés et cadres, répartis dans le monde,.
Les résultats financiers de DHL Express sont publiés dans le rapport financier annuel de la Deutsche Post. En 2019, son chiffre d’affaires est de 63,3 milliards d’euros, en hausse de 5,9 %. Les bénéfices avant intérêt et taxes (EBIT) augmentent de 4,2 % à 2,039 milliards d’euros.

## Histoire
Le sigle « DHL » correspond aux initiales des fondateurs Adrian Dalsey, Larry Hillblom et Robert Lynn. La première activité débute en 1969 par un service de courrier entre San Francisco et Honolulu. 
L’entreprise est fondée aux États-Unis en 1969 et a étendu ses services au monde entier vers la fin des années 1970. En 1979, sous le nom de DHL Air Cargo, l’entreprise opère une ligne entre les îles de l’archipel d'Hawaï avec deux avions DC-3 et quatre DC-6. Dalsey et Hillblom ont personnellement géré ces opérations jusqu’à la banqueroute de 1983. À son maximum, DHL Air Cargo emploie un peu plus de cent employés, gestionnaires et pilotes.
Initialement, la société était surtout concentrée sur les livraisons internationales et intercontinentales. Elle a été poussée, à la suite de la réussite de FedEx, à lancer sa propre expansion à l’intérieur des États-Unis à partir de 1983.
En 1998, la Deutsche Post — qui a débuté sa libéralisation dès 1994 — commence à acquérir des parts de DHL. Elle en prend le contrôle en 2001 et rachète le reste des parts en décembre 2002,. La société absorbe alors DHL et celle-ci devient sa division express, tout en généralisant l’utilisation de la marque DHL aux autres divisions du groupe. Aujourd’hui, DHL Express partage sa marque DHL avec d’autres divisions commerciales comme DHL Global Forwarding ou DHL Supply Chain. Elle acquiert aussi un pied-à-terre aux États-Unis après le rachat de Airborne Express. 
En 1999, DHL achète la compagnie de transport maritime néerlandaise Van Gend & Loos EuroExpress et la fusionne avec ses activités existantes aux Pays-Bas.
En 2001, la Deutsche Post acquiert 51 % des actions de DHL et rachètera les 49 % restants un an plus tard. La nouvelle structure DHL regroupe désormais DHL, Danzas, et les entreprises du réseau européen de messagerie Euro Express que possédait la Deutsche Post, dont en France la société Ducros Euro Express. En août 2003, Deutsche Post acquiert Airborne Express et commence à l'intégrer à DHL.
En septembre 2004, l'expansion prévue de l'activité de DHL sur l'aéroport de Bruxelles provoque une crise politique en Belgique. En octobre 2004, DHL Express annonce le transfert de son carrefour européen sur l'aéroport de Leipzig en Allemagne (l'aéroport de Vatry en France fut envisagé, mais non retenu). Le Plan Star est mis en place au sein du groupe par Deutsche Post World Net entrainant le licenciement de dizaines de milliers de salariés.
En décembre 2005, le groupe logistique Exel passe dans le giron de DHL. Après cette acquisition, DHL emploie alors 285 000 personnes dans le monde (500 000 en incluant le personnel de la Deutsche Post World Net) et réalise un chiffre d'affaires annuel d'environ 65 milliards de dollars.
En décembre 2009, DHL annonce que 788 emplois allaient être supprimés en Belgique, à Diegem et Zaventem.
En juin 2010, DHL Express annonce la cession, après injection de 270 millions d'euros, de sa branche messagerie routière en France (3 200 personnes) au groupe industriel Caravelle, spécialisé dans le rachat d’entreprises en difficulté, qui la rebaptise Ducros Express. Ce même groupe reprend en 2011 le transporteur Mory Team et fusionne les deux sociétés sous le nom de Mory Ducros, qui dépose le bilan fin 2013.
En octobre 2010, DHL délocalise une partie de sa comptabilité de Maastricht aux Pays-Bas à Chennai en Inde.
Le 2 mars 2022, à la suite de l'invasion de l'Ukraine par la Russie, le transporteur annonce avoir suspendu ses livraisons vers la Russie et la Biélorussie.

## DHL Aviation

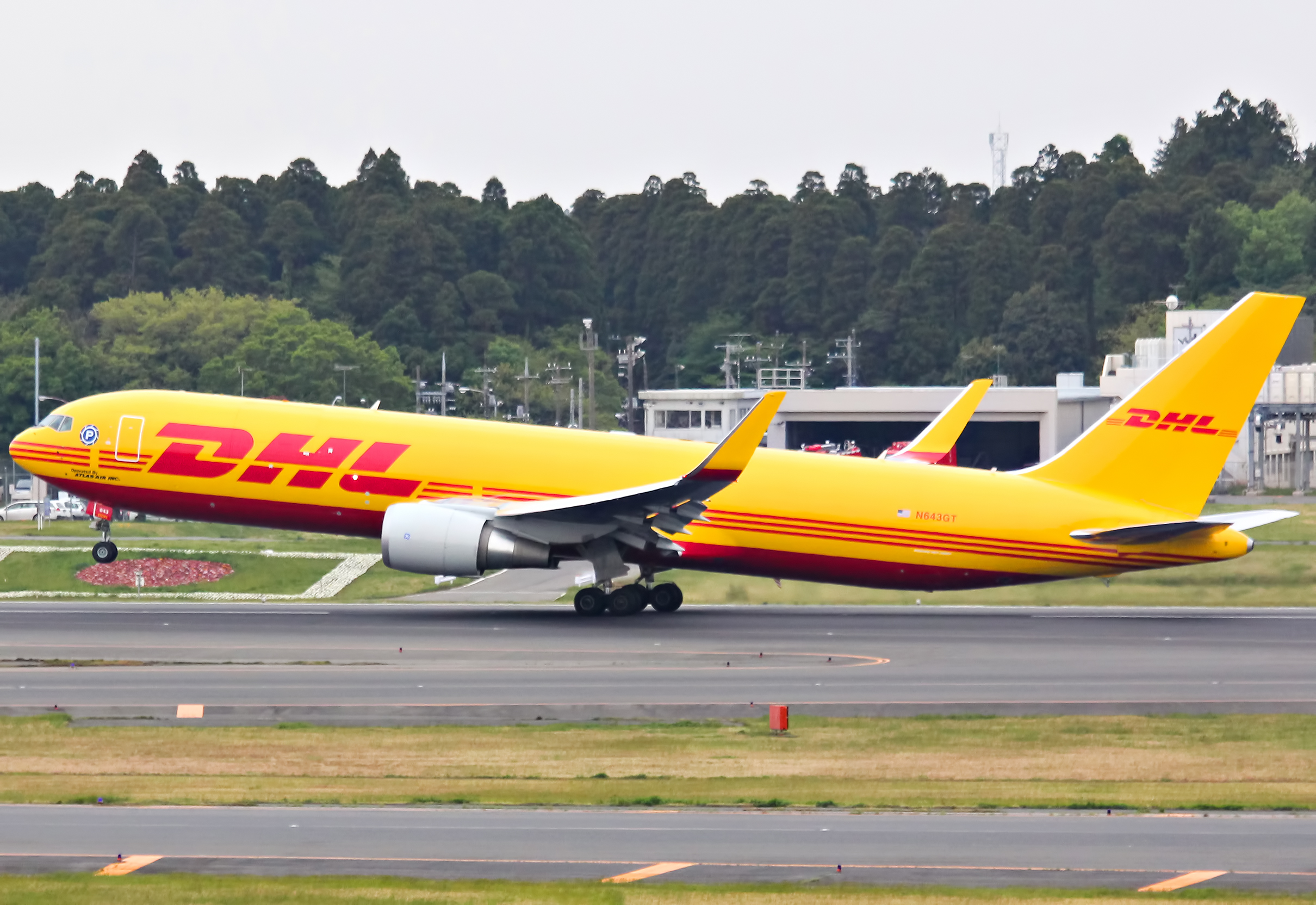
Un DHL Boeing 767-300ERF exploité par Polar Air Cargo.

Les compagnies aériennes détenues par DHL, collectivement appelées DHL Aviation et fournissant des services par régions sont :
- European Air Transport Leipzig qui intervient pour le réseau européen et pour les services au Moyen-Orient et en Afrique. De son centre à l’aéroport de Leipzig, la compagnie gère 11 Boeing 757 Freighters et 21 Airbus A300-600 Freighters.
- DHL Air UK
- DHL Aero Expreso
- DHL International Aviation ME
- Blue Dart Aviation

## Activités et classements
Le groupe DHL s’est principalement construit par rachats successifs dans différentes branches : Loomis et Airborne Express pour la division Express ; AEI, Danzas, et Exel pour la division Global Forwarding, etc. Le groupe a pu s’établir de fait par sa taille comme le numéro 1 mondial du transport et a choisi de regrouper toutes ses activités sous la marque unique DHL. Il se compose aujourd’hui de cinq divisions spécialisées :
- DHL Express (100 000 employés) est la plus connue : elle est historiquement spécialisée dans le transport urgent de courrier et colis et inclut DHL Aviation. Ses concurrents comptent UPS, TNT, FedEx… ;
- DHL Global Mail (15 000 employés) est la déclinaison internationale de la Deutsche Post, et s’occupe donc de la distribution postale classique de courrier et colis à l’international ;
- DHL Freight (10 000 employés) est la division spécialisée dans le transport de fret terrestre (routier, rail, fluvial) en Europe, et fait notamment face à Norbert Dentressangle et Schenker-Joyau ;
- DHL Global Forwarding (30 000 employés) est spécialisée dans le transport de fret international (aérien, maritime). Ses principaux concurrents sont Kuehne+Nagel, DB Schenker, et Panalpina ;
- DHL Supply Chain (130 000 employés) est la plus grande des divisions : elle propose et construit des solutions logistiques sur mesure et inter-divisions d’échelle mondiale.

## Identité visuelle

Évolution du logo
Logo avant le rachat par Deutsche Post
Logo actuel